# Nikólaos Politis
Nicolas Politis (illa de Corfú, 1872 - Canes, 1942) va ser un diplomàtic i jurista grec del període d'interguerres. Va ser professor de Dret mitjançant la capacitació, i abans de la Primera Guerra Mundial va ensenyar Dret internacional públic a la Universitat de París. Va exercir com a ministre grec d'Afers Exteriors entre 1916 i 1920 i novament el 1922. Va ser membre de la Comitè Olímpic Internacional entre 1930 i 1933.